# Hymenopus coronatoides
Hymenopus coronatoides är en bönsyrseart som beskrevs av Wang och Et al. 1994. Hymenopus coronatoides ingår i släktet Hymenopus och familjen Hymenopodidae. Inga underarter finns listade i Catalogue of Life.